# ويلسون تياغو
ويلسون تياغو (بالبرتغالية: Wilson Matias) (14 سبتمبر 1983 بليميرا في البرازيل - ) هو لاعب كرة قدم برازيلي في مركز الوسط. لعب مع جمعية بورتوغيزا الرياضية ونادي إنترناسيونال ونادي تشياباس ونادي تولوكا وتيبورونيس روخوس دي فيراكروز ودورادوس سينالوا ونادي موريليا الرياضي ونادي إيتوانو وأونياو ساو جواو ‏ ونادي كيريتارو.

## روابط خارجية
- ويلسون تياغو على موقع الاتحاد الدولي (مؤرشف)  (الإنجليزية)
- ويلسون تياغو على موقع قاعدة بيانات كرة القدم.إي يو (الإنجليزية)
- ويلسون تياغو على موقع Soccerway.com (الإنجليزية)
- ويلسون تياغو على موقع AS.com (الإسبانية)